# Dichilus lebeckioides
Dichilus lebeckioides är en ärtväxtart som beskrevs av Dc. Dichilus lebeckioides ingår i släktet Dichilus och familjen ärtväxter. Inga underarter finns listade i Catalogue of Life.